# Javne financije
Javne financije su veoma stari pojam i vežu se uz nastanak prvih gradova - polisa i uz početak ubiranja poreza koji su služili za potrebe uređenja grada i samoga vladara.

Činjenica je da svaka jaka i stabilna država mora imati sređene i zdrave javne financije.

## Podrijetlo naziva
Pojam Javne financije se može razdijeliti na dva dijela gdje:
- javne predstavlja državne aktivnosti
- financije predstavlja plaćanje (lat. finantio = plaćanje)

Napomena :

Današnje značenje riječi financije dolazi iz francuskog (finance), što znači financirati, odnosno prikupljati novac radi obavljanja nekog posla.

## Definicija
Javne financije se definiraju kao znanstvena disciplina koja se bavi analizom financijske aktivnosti države i njezinim utjecajem na alokaciju raspoloživih  sredstava, raspodjelu dohotka i razinu ekonomske aktivnosti.To su aktivnosti države vezane uz pribavljanje javnih prihoda i izvršenje javnih rashoda.

Javne financije postoje da bi djelovale u uvjetima kada tržište nije dovoljno učinkovito.

## Područja izučavanja
1. Javni prihodi
2. Javni rashodi
3. Državni proračun
4. Državni zajam
5. Financijsko izravnanje

## Svrha javnih financija
U svakome gospodarstvu je važno da djeluje tržišni mehanizam. Drugim riječima, potrebno je tržištu prepustiti alokaciju resursa jer ono to radi najracionalnije i može najbolje odgovoriti na temeljno pitanje ekonomije, a to je što, kako i za koga proizvoditi'. Međutim, tržište je najbolji alokator resursa ako je osigurana savršena konkurencija, što je veoma teško stvoriti. Bez obzira na nemogućnost stvaranja savršene konkurencije, tržište je ipak, u većini slučajeva, prihvatljivi mehanizam alokacije resursa. 
Javne financije se javljaju u situacijama kada tržište zbog tehničkih razloga nije u stanju uspješno djelovati. To su sljedeće situacije :

- Ponuda javnih dobara
- Eksternalije - vanjski učinci
- Veliki rizici i negativna selekcija u osiguranju
- Monopol
- Preraspodjela dohotka
- Pravna regulativa
- Stabilizacijske mjere

### Ponuda javnih dobara
Javna dobra su razne usluge države na području obrane, sudstva, obrazovanja, znanosti, kulture, zdravstva, komunalnih djelatnosti, zakonodavne regulative i sl. Javna dobra su sva dobra koja služe većem broju korisnika i gdje uključivanje novog korisnika ne smanjuje zadovoljstvo postojećih korisnika. Javno dobro mora biti dostupno svima pod jednakim uvjetima. U ovoj situaciji nije lako utvrditi preferencije potrošača jer ih potencijalni korisnici neće otkriti.

Zbog tog razloga ne funkcionira ekonomsko tržište i potrebno je da se država uključi.

### Eksternalije - vanjski učinci
Vanjski učinci se javljaju kada ponašanje jednog subjekta (potrošača ili proizvođača) utječe na blagostanje drugog, a da se to ne odražava u troškovima i cijenama njegovih proizvoda i usluga. Oni mogu biti pozitivni i negativni.

Primjer :

Zagađivanje okoliša - ponuđač uglavnom ne uračuna u cijenu trošak zagađenja okoliša, ako ga država ne prisili (porezima).
Obrazovan građanin - nije koristan samo sebi već i cijelom društvu i obrazovanje treba dodatno poticati. → pozitivna eksternalija

### Veliki rizici inegativna selekcijau osiguranju
U domeni znanosti i istraživanja novih tehnologija postoje rizici koje privatni sektor teško može podnijeti jer su u pitanju velike sume novca. Takva je situacija i s osiguranjem gdje dolazi do negativne selekcije i izostanka solidarnosti pa je jedino rješenje intervencija države.

### Monopol
Izostanak savršene konkurencije i postojanje monopola izravno ugrožava zdravu tržišnu utakmicu. Država se mora uključiti kako bi sprječila monopol i sve negativne posljedice koje proizlaze i njegovog djelovanja.

### Preraspodjela dohotka
Tržište je uvijek orijentirano na učinkovitost, a gotovo nikada na pravednost. Civilizirano društvo mora voditi računa o koliko-toliko pravednoj raspodjeli dohotka među pojedincima i obiteljima. S druge strane, tržište nastoji izbaciti nedjelotvorne i nemoćne i tako pridonosi sve većem raslojavanju stanovništva. Tada država treba intervenirati i osigurati svakome barem minimum sredstva za preživljavanje.

### Stabilizacijske mjere
Svako tržišno gospodarstvo ima oscilacije i zbog toga država treba osigurati da gospodarstvo bude u ravnoteži ili pak da ga vrati u ravnotežu ako je došlo do oscilacije.

### Pravna regulativa
Da bi tržište moglo djelovati moraju postojati zakoni i pravila igre. Državna intervencija je potrebna da bi osigurala pravnu regulativu i kaznila one koji se ne pridržavaju propisa. Međutim, i država ima u tom pogledu vlastite neuspjehe.

## Funkcije javnih financija
Postoje tri (3) osnovne funkcije koje je prvi elaborirao Richard Musgrave (engl.) :
- alokacijska

Funkcija koja ima zadatak usmjeriti raspoloživa sredstva (javni prihodi) namjenski (na optimalan način) na onaj dio koji služi zadovoljavanju javnih potreba.
- distribucijska

Funkcija preraspodjele dohotka, bilo između pojedinaca i obitelji ili između regija i sektora.
- stabilizacijska

Funkcija koja se javlja u trenucima kada je gospodarski sektor izbačen iz ravnoteže (vanjska i unutarnja ravnoteža). Mjerama fiskalne politike se sektor vraća u stabilnost, tj. ravnotežu.